# Райхсдойче
Райхсдойче, дослівно перекладається "Німці Рейху", це архаїчний термін для тих етнічних німців, які проживали в межах німецької держави, заснованої в 1871 році. У сучасному вживанні воно стосувалося громадян Німеччини, це слово позначало людей з Німецького Рейху, тобто Імперської Німеччини або Deutsches Reich, яка була офіційною назвою Німеччини між 1871 і 1949 роками.
Протилежність Reichsdeutsche то, залежно від контексту та історичного періоду, Volksdeutsche, Auslandsdeutsche (проте зазвичай означають громадян Німеччини, які проживають за кордоном), або більш конкретний термін, що позначає територію поселення, наприклад балтійські німці або німці Поволжя (Wolgadeutsche).

## Термін
Ключова проблема з термінами reichsdeutsch, volksdeutsch, deutschstämmig (німецького походження, щодо громадянства чи етнічної приналежності), і пов’язаних з ними полягає в тому, що вживання слів часто залежить від контексту, тобто від того, хто їх використовує, де і коли. У цьому сенсі немає загальних юридичних чи «правильних» визначень, хоча протягом 20-го століття всі терміни набули легального характеру.  
Причина диференціації полягає в тому, що відбулася історична зміна значення того, що означає належність до нації . До початку 19 століття такий демонім, як «німець» — крім theodiscus народна мова — не було надто значущим, хоча принаймні з часів німецької кампанії наполеонівських війн ця концепція безумовно існувала. У всякому разі, це більше розглядалося як культурна концепція. Ідея Kulturnation, як відстоюють такі філософи, як Johann Gottfried Herder (1744–1803) та Johann Gottlieb Fichte (1762–1814), включає німецьку першу мову, релігію (в різних формах) і вже іноді німецьке походження, походження чи расу в невизначеному сенсі.
З об'єднанням Німеччини під керівництвом Пруссії в 1871 році поняття німецького народу вперше набуло юридично-політичного значення, яке воно зберегло досі. Однак Німецька імперія як «мала німецька» відповідь на німецьке питання не охоплювала більше двох третин німецької Sprachraum (мовна область). Для тих, хто вважав себе німцем, але проживав за кордоном, наприклад, у багатонаціональній Австро-Угорщині, reichsdeutsch означав будь-якого німця, який був громадянином Німецької держави, на відміну від тих, хто живе за кордоном (і зазвичай без німецького паспорта). Частина ідентичності етнічних німецьких меншин, які проживають за кордоном — класичний приклад — балтійські німці — мали визначити себе як німців, використовуючи концепцію до 1871 року. Однак Reichsdeutsche відвідування російських прибалтійських губернаторств наприкінці 19-го століття, наприклад, обурювалося претензіями балтійських німців бути німцями — для німців Рейху бути німцем означало бути німецьким громадянином, а для балтійських німців — культурно-історичну приналежність.
Однак це було лише до німецького закону про громадянство (Reichs-und Staatsangehörigkeitsgesetz) 1913 року остаточно встановив громадянство Німецького Рейху, тоді як попередні політичні права (зокрема право на отримання документів, що посвідчують особу та паспортів) випливали з громадянства однієї з держав Німецької імперії. Громадяни деяких німецьких держав також складалися з автохтонних або іммігрантських етнічних меншин не німецької етнічної приналежності, тому громадяни Німецької імперії завжди також включали людей іншої етнічної приналежності, ніж німці (наприклад, данська, французька, фризька, польська, ромська, лужицька тощо). Німецьке громадянство передається від батьків до дітей (jus sanguinis) незалежно від їх етнічної приналежності. Проте з натуралізацією іноземців як громадян Німеччини їхня німецька етнічна приналежність формувала або все ще формує перевагу за певних обставин (див. Aussiedler).
Після Другої світової війни та створення Західнонімецької Федеративної Республіки Німеччина в 1949 році аналогічні терміни Bundesdeutsche (тобто федеральні німці) і Bundesbürger (тобто федеральні громадяни) у розмовній мові використовувалися для розрізнення de facto громадяни від людей, які мають право на німецьке громадянство, але фактично не бажають або не можуть ним скористатися, наприклад, громадяни Східної Німеччини (DDR-Bürger) і Східний Берлін, або протекторат Саар.